# Carpinus lipoensis
Carpinus lipoensis är en björkväxtart som beskrevs av Y.K.Li. Carpinus lipoensis ingår i släktet avenbokar, och familjen björkväxter. Inga underarter finns listade.